# Título gratuito
En Derecho, con la expresión «a título gratuito» o «a título lucrativo» se hace referencia a aquellos negocios jurídicos en los que el beneficio de una de las partes no está acompañado de ningún sacrificio que sea su contrapartida, es decir, una persona recibe algo pero no tiene que dar o hacer nada a cambio. Se contrapone a «título oneroso».Generalmente se le otorga un derecho o servicio gratuito a una persona con bajos recursos.